# Victor Hochepied
Victor Hochepied (ur. 29 października 1883 w Lille, zm. 26 marca 1966 tamże) – francuski pływak, medalista olimpijski  Letnich Igrzysk Olimpijskich 1900 w Paryżu. Spośród trzech konkurencji pływackich w których wziął udział, zdobył srebrny medal w pływaniu drużynowym na 200 m wraz ze swoim bratem Maurice Hochepied.